# Politique aux Tokelau
La politique aux Tokelau, archipel polynésien sous souveraineté néo-zélandaise, est organisée sous la forme d'une démocratie non partisane. Il n'existe pas de partis politiques aux Tokelau, et tous les candidats se présentent donc sans étiquette.
Le Fono général en est le parlement monocaméral. Ses 22 membres sont élus pour trois ans au suffrage universel direct à raison d'un représentant pour 100 habitants dans chacune des trois circonscriptions correspondant aux trois atolls de l'archipel : Atafu, Fakaofo et Nukunonu. Dans les deux premiers, les représentants (respectivement sept et huit) sont élus selon un système de vote préférentiel tandis que le scrutin majoritaire à plusieurs tours est utilisé pour les sept représentants de Nukunonu (six avant 2016).
Chacun des trois villages, correspondant chacun à un atoll, choisit dans le même temps parmi ses sept choix de représentants un maire (Pulenuku) qui dirige le village, et un chef (Faipule) qui le représente à l'extérieur. Ces six élus forment le Conseil permanent du Gouvernement, corps exécutif collégial de l'archipel, dont la présidence est rotative entre les Faipules, qui deviennent Ulu-o-Tokelau, chef du gouvernement et ministre des Affaires étrangères, pour une durée d'un an. Les autres ministères sont répartis entre les membres du conseil permanent, qui restent également représentants et siègent donc au Fono général.
Un administrateur nommé par la Nouvelle-Zélande dispose en principe d'un droit de véto sur la législation adoptée par le Fono, mais en pratique ce droit n'est jamais exercé. De la même manière, en pratique, la législation adoptée par le Parlement de Nouvelle-Zélande ne s'applique aux Tokelau qu'en cas d'accord du Fono général,,.